# Raid 2: Infiltracja
Raid 2: Infiltracja (ang. The Raid 2, indonez. The Raid 2: Berandal) – indonezyjsko-amerykański film akcji z 2014 roku w reżyserii Garetha Evansa, który był również scenarzystą i montażystą obrazu. Światowa premiera odbyła się 21 stycznia 2014 r. podczas Festiwalu Filmowego w Sundance. Natomiast Infiltracja do kin weszła 28 marca 2014 roku. Film był kontynuacją obrazu z 2011 roku pt. Raid. W rolach głównych wystąpili Iko Uwais, Arifin Putra, Oka Antara, Tio Pakusadewo i inni.
Film w pierwszy weekend (28–30 marca 2014 r.) uzyskał kwotę 165 292 USD. 19 grudnia 2014 r. obraz zdobył nagrodę Florida Film Critics Circle Award w kategorii najlepszy film nieanglojęzyczny, pokonując szwedzką produkcję Turysta oraz polską – Ida.

## Fabuła
Źródło.
Akcja filmu dzieje się zaraz po ostatnich wydarzeniach z filmu Raid. Po udanej akcji policji na kartel narkotykowy Rama (Iko Uwais) wierzy, że będzie mógł wieść bezpieczne i spokojne życie. Niestety spokój nie trwa długo. Otrzymuje nowe zadanie. Pod przykrywką, będzie musiał wykryć korupcję w policji.

## Obsada
- Iko Uwais jako Rama
- Arifin Putra jako Ucok, syn Banguna
- Oka Antara jako Eka, prawa ręka Banguna
- Tio Pakusadewo jako Bangun
- Alex Abbad jako Bejo
- Julie Estelle jako Alicia
- Ryuhei Matsuda jako Keiichi
- Kenichi Endo jako Hideaki Goto
- Kazuki Kitamura jako Ryuichi
- Yayan Ruhian jako Prakoso
- Roy Marten jako Reza
- Donny Alamsyah jako Andi

## Nagrody
| Rok  | Nagroda                                 | Kategoria                                | Podmiot nominacji                            | Wynik     |
| ---- | --------------------------------------- | ---------------------------------------- | -------------------------------------------- | --------- |
| 2014 | Golden Trailer Awards                   | Najlepszy nieanglojęzyczny trailer akcji | The Raid 2                                   | Nominacja |
| 2014 | Florida Film Critics Circle             | Najlepszy film nieanglojęzyczny          | The Raid 2                                   | Laur      |
| 2014 | Phoenix Film Critics Society Awards     | Najlepszy film nieanglojęzyczny          | The Raid 2                                   | Nominacja |
| 2014 | Phoenix Film Critics Society Awards     | Najlepsze wyczyny kaskaderskie           | The Raid 2 Stunts Team                       | Nominacja |
| 2014 | Chicago Film Critics Association Awards | Najlepszy film nieanglojęzyczny          | The Raid 2                                   | Nominacja |
| 2014 | Maya Awards                             | Najlepszy film                           | The Raid 2                                   | Nominacja |
| 2014 | Maya Awards                             | Najlepszy aktor drugoplanowy             | Arifin Putra                                 | Laur      |
| 2014 | Maya Awards                             | Najlepszy aktor drugoplanowy             | Oka Antara                                   | Nominacja |
| 2014 | Maya Awards                             | Most Memorable Featured Appearance       | Julie Estelle                                | Nominacja |
| 2014 | Maya Awards                             | Najlepsze zdjęcia                        | Dimas Subono Matt Flanery                    | Laur      |
| 2014 | Maya Awards                             | Najlepszy montaż                         | Andi Novianto Gareth Evans                   | Laur      |
| 2014 | Maya Awards                             | Najlepszy dźwięk                         |                                              | Nominacja |
| 2014 | Maya Awards                             | Najlepsza muzyka filmowa                 | Aria Prayogi Fajar Yuskemal Joseph Trapanese | Nominacja |
| 2014 | Maya Awards                             | Najlepsze efekty specjalne               | Andi Noviandi                                | Laur      |
| 2014 | Maya Awards                             | Najlepszy makijaż i uczesanie            |                                              | Nominacja |
| 2015 | Houston Film Critics Society Awards     | Najlepszy film nieanglojęzyczny          | The Raid 2                                   | Nominacja |